# دور الجلد في الحركة
يصف دور الجلد في الحركة إلى كيفية إشراك النظام الإكلينيكي في الحركة. عادة ما يمكن اعتبار النظام الإكلينيكي كالجلد، إلا أن النظام الإكلينيكي يشمل أيضًا الهيكل الخارجي المجزأ في مفصليات الأرجل وريش الطيور.إن الدور الأساسي للنظام الإكلينيكي هو توفير الحماية للجسم. ومع ذلك، فقد يتطور هيكل الجلد لمساعدة الحيوانات في أنماط مختلفة من الحركة. تعتمد الكائنات الرخوية مثل نجم البحر على ترتيب الألياف في أقدام أنابيبها للحركة. تستخدم الأنقليس والثعابين والأسماك جلودها مثل الأوتار الخارجية لتوليد قوى الدفع التي تحتاج إلى حركة تموجيه. كما أن الفقاريات التي تطير، تنزلق، وتسقط، لديها أيضًا ترتيبات ألياف مميزة من أغشيتها الجوية تسمح للجلد بالحفاظ على سلامته الهيكلية أثناء الإجهاد والتوتر الذي يتعرض له أثناء الطيران.

## حركة الكائنات الرخوية الغير فقارية

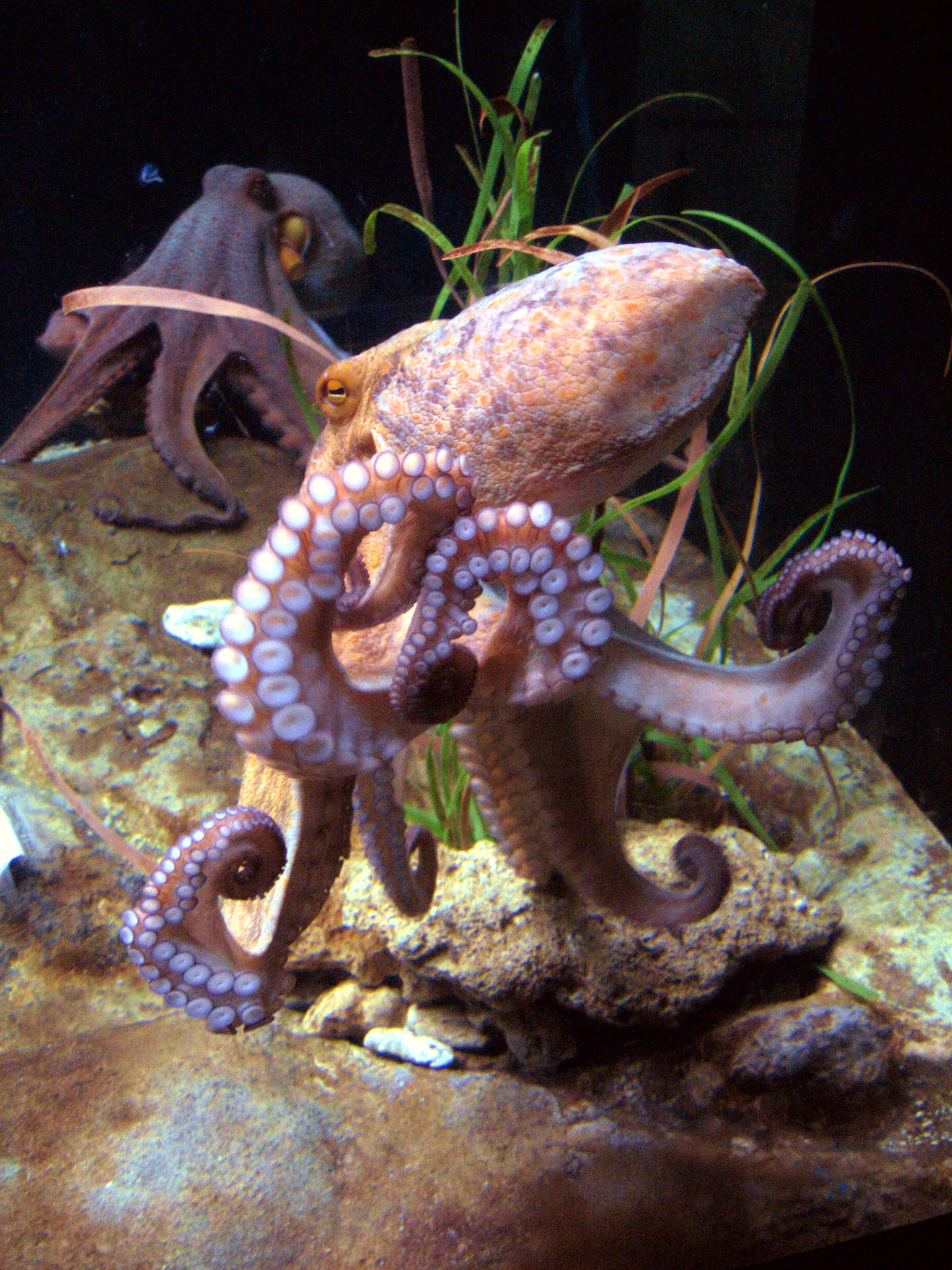
أذرع الأخطبوط عبارة عن هيدروستات عضلي

يشير مصطلح «الكائنات الرخوية» إلى الحيوانات التي تفتقر إلى الأنظمة النموذجية للدعم الهيكلي – تندرج منها اليرقات والحشرات والديدان الحقيقية. ان الحيوانات الرخوية مقيدة  بهندسة وشكل أجسادها. ومع ذلك فان هندسية وشكل أجسادها هي التي تولد القوى التي يحتاجونها للتحرك. يمكن أن يتميز هيكل الكائنات الرخوية بترتيب الألياف المزخرف، والذي يوفر الشكل والهيكل للرخويات. عادة ما تكون الطبقة الليفية المزخرفة هي تجويف مملوء بسائل، والذي يستخدمنه لتوليد الضغوط الهيدروستاتيكية للحركة. تشمل الحيوانات التي تظهر حركة جسدية ناعمة نجم البحر، الأخطبوط، والديدان المفلطحة.

### الهيكل العظمي الهيدروستاتيكي
يستخدم الهيكل الهيدروستاتيكي الضغط الهيدروستاتيكي الناتج عن تقلص العضلات ضد تجويف مملوء سائل. ويشار عادة إلى التجويف السائل المملوء بالجسم الهيدروستاتي. يعمل السائل الموجود داخل الجسم الهيدروستاتيكي كمائع غير قابل للانضغاط، ويوفر جدار الجسم للجسم الهيدروستاتيكي مضادا سلبيًا مرنًا لتقلص العضلات، والذي بدوره يولد قوة، والتي بدورها تخلق الحركة. تلعب هذه البنية دورًا في دعم اللافقاريات والنظم الحركية وتستخدم في القدم الأنبوبي في نجم البحر وجسم الديدان.وهناك نسخة متخصصة من الهيكل الهيدروستاتيكي تسمى هيدروستات عضلي، والذي يتكون من مجموعة معبأة بإحكام من ألياف عضلية ثلاثية الأبعاد تحيط بجسم هيدروستاتيكي.ومن أمثلة الهيدروستات العضلية ذراعي الأخطبوط والأفيال.

### ترتيب الألياف
ينشئ ترتيب ألياف النسيج الضام والألياف العضلية الدعم الهيكلي لحيوان خفيف الجسم. يحدد ترتيب الألياف حول جسم هيدروستاتيكي نطاق حركة الجسم الهيدروستاتيكي («جسم» جسم الكائنات الرخوة) ويحدد الطريقة التي يتحرك بها الجسم الهيدروستاتيكي..

#### ألياف عضلية
عادة تحيط الألياف العضلية  بالجسم الهيدروستاتيكي. يوجد نوعان رئيسيان من اتجاهات ألياف العضلات المسؤولة عن الحركة: التوجهات الدائرية والتوجهات الطولية.تقلل العضلات الدائرية قطر جسم هيدروستاتي، مما يؤدي إلى زيادة في طول الجسم، في حين تقلل العضلات الطولية من طول الجسم الهيدروستاتي، مما يؤدي إلى زيادة في قطر الجسم. هناك أربع فئات لحركات الهيكل العظمي الهيدروستاتيكي: الاستطالة، التقصير، الانحناء ولالتواء. تتطلب الاستطالة، التي تنطوي على زيادة في طول الجسم الهيدروستاتي إما عضلات دائرية، أو ترتيب عضلات عرضي، أو ترتيب عضلي شعاعي. لترتيب العضلات المستعرض، الصفائح متوازية من ألياف العضلات التي تمتد على طول الجسم الهيدروستاتيكي. لترتيب عضدي شعاعي، تشع عضلات شعاعية من محور المركزي على طول المحور عمودي على المحور الطويل. التقصير ينطوي على تقلص العضلات الطولية. كل من التقصير والانحناء ينطوي على تقلص العضلات الطولية، ولكن لحركة الانحناء تعمل بعض العضلات المتعادية بشكل متناغم مع العضلات الطولية. تستند سعة الحركات على قوى العضلات المعادية ومقدار النفوذ الذي توفره العضلات المعادية للحركة. تستند سعة الحركات على قوى العضلات المعادية ومقدار النفوذ الذي توفره العضلات المعادية للحركة. بالنسبة لحركة الالتواء، يتم ترتيب العضلات في طبقات حلزونية حول جسم هيدروستاتيكي. تلعب زاوية الألياف (الزاوية التي تصنعها الألياف مع المحور الطويل للجسم) دورًا حاسمًا في الالتواء، إذا كانت الزاوية أكبر من 54 ° 44 '، أثناء تقلص العضلات، سيحدث التواء والاستطالة. إذا كانت زاوية الألياف أقل من 54 ° 44 ، فسيحدث التواء وتقصير.

#### ألياف النسيج الضام
يحدد ترتيب ألياف النسيج الضام مدى حركة الجسم، ويعمل كمضاد ضد تقلص العضلات. يتكون ترتيب النسيج الضام الأكثر شيوعًا للحيوانات الناعمة الجسدية من طبقات من الحلقات المتناوبة اليمنى واليمنى من ألياف النسيج الضام التي تحيط بالجسم الهيدروليكي. وينظر هذا الترتيب عبر حلزونية في نجم قدم أنبوب، وأنواع مختلفة من الديدان والمصاصون في الأخطبوط. هذا الترتيب عبر حلزوني يسمح لطبقات الأنسجة الضامة لتوزيع القوة بالتساوي في جميع أنحاء الجسم الهيدروستاتي. وهناك نطاق آخر من ألياف النسيج الضام يلاحظ عادة عندما تكون ألياف النسيج الضام مدمجة داخل طبقة العضلات. هذا الترتيب من ألياف النسيج الضام يخلق جدار جسم أكثر صلابة والمزيد من العداء العضلي، والذي يسمح بتوليد قوة أكثر مرونة وإطلاقها أثناء الحركة. وينظر إلى هذا الترتيب الألياف في عباءة الحبار والزعانف في أسماك القرش.